# Notre jezik
Notre jezik (ISO 639-3: bly; boulba, bulba, burusa, nootre) nigersko-kongoanski je4zik iz benina kojim govori oko 1 500 ljudi (2002 SIL) u provinciji Atakora. 
Jedini je predstavnik zapadne oti-voltaške podskupine Nootre, šira skupna gur. Narod je bilingualan u biali [beh] francuskom ili waama [wwa] jeziku.

## Vanjske poveznice
- Ethnologue (14th)
- Ethnologue (15th)